# Karelischer Bärenhund
Der Karelische Bärenhund ist eine von der FCI anerkannte finnische Hunderasse (FCI-Gruppe 5, Sektion 2, Standard Nr. 48).

## Herkunft und Geschichtliches
Der Karelische Bärenhund stammt aus Karelien, von Hunden im finnisch-russischen Grenzgebiet ab. Selbst finnische Hundezüchter wurden mit dieser Rasse erst um 1923 herum bekannt. Obwohl dieser Hund lange in Karelien beheimatet ist, liegen seine Wurzeln vermutlich auf der europäischen Seite des Urals, in der Taiga. Er ist eng verwandt mit den europäischen Laika-Hunderassen. 1936 wurde er erstmals ausgestellt, 1943 der erste Rassestandard festgelegt und 1945 zum heute noch gültigen reformiert. 1949 wurde die Rasse von der FCI anerkannt. Der Karelische Bärenhund ist bei finnischen Jägern sehr beliebt, auch im restlichen Skandinavien hat er Liebhaber gefunden.

## Beschreibung
Hunde dieser Rasse werden bis zu 60 cm groß und 28 kg schwer. Das Haar ist relativ lang, rau aber glatt anliegend, reichlich Unterwolle in schwarz, kann glanzlos sein, braun schattiert, weiße Abzeichen sind möglich. Die Ohren sind mittelgroß, stehend, dreieckig, die Rute ist nach vorne gebogen und meist mit weißer Spitze.

## Verwendung
Der Karelische Bärenhund wird für die Jagd auf wehrhaftes Wild wie Bären und Elche eingesetzt. Der Hund wird vom Jäger alleine losgeschickt, um das Wild aufzustöbern und zu stellen. Wenn der Hund das Wild gestellt hat, bellt er, damit der Jäger folgen kann. Diese Charaktereigenschaften machen diese Rasse zu einem Hund, der auf keinen Fall für Anfänger geeignet ist. Der Karelische Bärenhund hat einen vergleichsweise großen Aktionsradius. Bei seiner Erziehung ist viel Geduld nötig, da er ausgesprochen stur sein kann. Ansonsten ist er ein sehr loyaler Familienhund.

## Ähnliche Hunderassen
- Russisch-Europäischer Laika